# ظبي التبت
ظبي التبت (الاسم العلمي: Pantholops hodgsonii) هو ظبي متوسط الحجم موطنه الأصلي هضبة التبت الشمالية الشرقية. يعيش معظم الجمهرة داخل الحدود الصينية، بينما ينتشر البعض عبر الهند وبوتان في السهول المرتفعة وهضبات التلال والوديان الجبلية. لم يتبق سوى أقل من 150000 فرد ناضج في البرية، ولكن يُعتقد حاليًا أن عدد الجمهرة يتزايد.

## الانتشار
موطنه هضبة التبت، تستوطن تلك الظباء البيئات الجبلية الشاهقة والسهبية المفتوحة بين 3,250 و 5,500 متر (10,660 و 18,040 قدم) من الارتفاع. تفضل التضاريس المسطحة المفتوحة ذات الغطاء النباتي المتناثر. توجد في الصين، حيث تعيش في التبت وجنوب شينجيانغ وغرب تشينغهاي. يوجد عدد قليل أيضا عبر الحدود في لداخ، الهند. اليوم، توجد الأغلبية داخل محمية تشانغ تانغ الطبيعية [الإنجليزية] في شمال التبت. كانت العينات الأولى الموصوفة عام 1826 من نيبال؛ يبدو أن الأنواع قد انقرضت من المنطقة. لم يُعترف بأي نويع ضمنه. تُعرف بحيرة جوناي (卓乃湖) في هوه شيل [الإنجليزية] بأنها أرض ولادة ظباء التبت.